# Paul

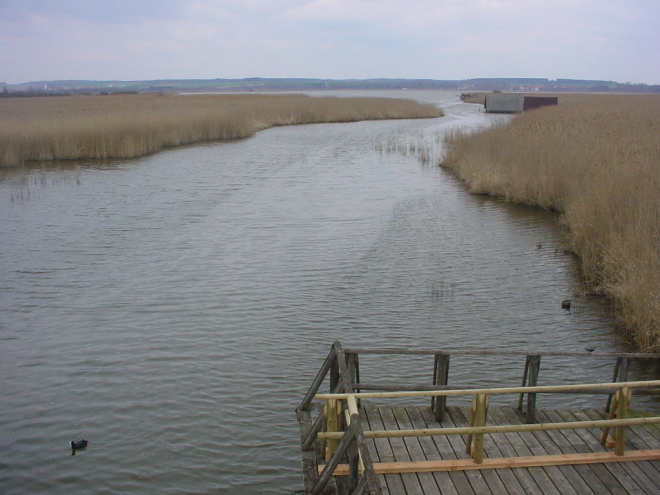
Um pântano no sul da Alemanha

Paul é um tipo de ecossistema lacunar formado por uma zona húmida (português europeu) ou zona úmida. (português brasileiro)
Podem ser considerados cinco tipos de zonas húmidas: as zonas húmidas marinhas, as zonas húmidas estuarinas, as zonas húmidas lacustres, as zonas húmidas fluviais e as zonas húmidas palustres. Os pauis junto com as turfeiras e os pântanos incluem-se nesta última categoria.
Segundo a definição constante na Convenção de Ramsar, da qual Portugal é signatário desde 9 de Outubro de 1980, uma zona húmida é uma zona de pântano, charco, turfeira ou água, natural ou artificial, permanente ou temporária, com água estagnada ou corrente, doce, salobra ou salgada, incluindo águas marinhas cuja profundidade na maré baixa não exceda os 6 metros. 
"A Convenção sobre Zonas Húmidas" constitui um tratado inter-governamental adoptado a 2 de Fevereiro de 1971, na cidade iraniana de Ramsar, relativo à conservação e ao uso racional das Zonas Húmidas” (Farinha et al., 2001).
A situação de transição entre o meio aquático e o meio terrestre confere a estas zonas características muito especiais, nomeadamente uma grande biodiversidade. São tidas, actualmente, como importantes “reservas genéticas, habitats privilegiados de fauna e flora, reguladores bio-climáticos locais, de controle de contaminação, de controle de sedimentos, de educação e investigação, de actividades de lazer, de produção de recursos e de valor patrimonial físico e estético” (Dugan 1990; Skinner&Zalewski, 1995; Farinha & Trindade, 1994 referidos em Barata, 2002).
A escassez deste tipo de zonas a nível mundial (2% do território) e a nível europeu (3% do território) tem transformado a sua conservação num dos objectivos prioritários das políticas actuais de Conservação da Natureza.
Em Portugal continental existem algumas zonas húmidas designadas como Sítio de Ramsar das quais cinco são zonas palustres (Paul de Arzila, Paul de Madriz). 
Na Macaronésia, região biogeográfica que inclui para além dos Açores, o arquipélago da Madeira e o arquipélago de Canárias, existem algumas zonas húmidas costeiras. 
Nas Canárias existe o Paul de Maspalomas, cuja situação tem algumas semelhanças com o Paul da Praia da Vitória, na ilha Terceira, Açores e que foi, recentemente, alvo de um processo de recuperação. 
Nos Açores existem, na ilha do Pico (Lajes do Pico) e ilha de São Jorge (Fajã dos Cubres e da Fajã da Caldeira de Santo Cristo), algumas zonas húmidas costeiras, no entanto de características diferentes, quer em termos de enquadramento, quer em termos de dinâmica dos ecossistemas, do Paul da Praia da Vitória. 
Na costa leste da Ilha Terceira, próximo do Paul da Praia da Vitória, há dois pauis: o Paul do Belo Jardim e o Paul da Pedreira. O primeiro localiza-se fora do centro urbano da cidade e o segundo, também bastante afastado da cidade, foi criado artificialmente como resultado da operação de despedrega efectuada no local. As opiniões relativamente à sua viabilidade como zona natural divergem.